# Miss Amazonas 2016
Miss Amazonas 2016 foi a 61ª edição do tradicional concurso estadual que escolhe a melhor candidata amazonense para que esta represente seu estado e sua cultura no certame nacional de Miss Brasil 2016. O evento contou com a participação de oito candidatas municipais em busca do título. Carolina Toledo, vencedora do título do ano anterior, coroou sua sucessora ao posto no fim do concurso, que ocorreu no Hotel Blue Tree Premium Manaus. Foi um evento fechado com limite de convidados da coordenação e da Band Amazonas. O concurso é coordenado pelo empresário Lucius Gonçalves e teve apresentação da Miss Amazonas 2013, Tereza Azêdo.

## Resultados

### Colocações
| Posição       | Município e Candidata      |
| Miss Amazonas | - Parintins - Brena Dianná |
| 2º. Lugar     | - Manaus - Vitória Lira    |
| 3º. Lugar     | - Manaus - Thaís Bergamini |

## Candidatas
Disputaram o título as candidatas: 
- Manacapuru - Vanessa Lauana

- Manaus - Enaê Costa

- Manaus - Micaela Marques

- Manaus - Tatiana Filgueiras

- Manaus - Thaís Bergamini

- Manaus - Vitória Lira

- Manaus - Janaína Rodrigues

- Parintins - Brena Dianná

## Histórico

### Desistências
- Manaus - Audrey Silveira

- Manaus - Marjorie Honda

## Participação
Já possuem um histórico em concursos: 

### Estaduais
Miss Amazonas
- 2012: Parintins - Brena Dianná (4º. Lugar) [3]
  - (Representando o município de Parintins)

Rainha do Peladão
- 2015: Parintins - Brena Dianná (Vencedora) [4]
  - (Sem representação específica)
- 2015: Manaus - Thaís Bergamini[5]
  - (Sem representação específica)

Rainha do Folclore do Caprichoso
- 2010: Parintins - Brena Dianná (Vencedora) [6]
  - (Sem representação específica)